# Ezio Savino
Ezio Savino (Milano, 20 gennaio 1949 – Bresso, 25 ottobre 2014) è stato uno scrittore, grecista, latinista, docente e traduttore italiano.

## Biografia
Nel 1975 vinse il Premio Leone Traverso;  nel 1979 giunse tra i finalisti del Premio Monselice per le traduzioni di Pace, Uccelli, Pluto e Orestea. Insegnante di letteratura greca e latina nei licei, tra cui l'Omero - Tito Livio di Milano, ha scritto per Il Giornale ed è stato illustre collaboratore della rivista "Poesia", edita da Crocetti. Con i suoi studenti, spesso organizzava compagnie teatrali con le quali recitava opere degli autori greci classici. Nel 1989 vinse il Premio Bancarellino per il suo Il ragazzo con la cetra.

## Opere

### Curatele
- Lirici greci: Saffo, Alceo, Anacreonte, Milano, Guanda, 1983
- Testi d'autore: versioni latine per il triennio delle scuole superiori, Milano, Mursia, 1985 (con Martino Menghi)
- Tityre tu patulae recubans sub tegmine fagi: antologia della poesia latina studiata e imparata a memoria sui banchi di scuola di una volta, Milano, Mursia, 1986
- L'uomo a me modula, Musa..., Milano, Mursia, 1986
- Ros-a, ros-ae, ros-ae, ros-am, ros-a, ros-a, Milano, Mursia, 1987
- La letteratura greca della Cambridge University, Milano, Mondadori, 1989-1990 (2 voll.)
- Leggere i classici greci, Milano, Mursia, 1993 (3 voll.; con L. Barbero)
- Letterature classiche, Milano, Jaca Book, 1994
- Africa centro-settentrionale, Novara, De Agostini, 1999
- Asia sud-orientale, Novara, De Agostini, 1999
- Penisola arabica, Novara, De Agostini, 1999
- L'Europa medioevale: uomini e luoghi, Milano, Cinehollywood, 2006

### Narrativa
- Il ragazzo con la cetra: dall'Olimpo alle terre degli eroi alla ricerca di antichi miti, Milano, Mursia, 1987
- L'acquario: un ragazzo alla mensa degli dei, Milano, Mursia, 1991
- Orione: un cacciatore tra le stelle, Milano, Mursia, 1991
- Ritorno a Firenze: dalla viva voce di Dante il racconto del suo viaggio dal buio alla luce, Milano, Mursia, 1991
- L'ariete: un vello d'oro nella notte, Milano, Mursia, 1992
- Il sagittario al galoppo nelle praterie celesti, Milano, Mursia, 1992
- Iliade: l'assedio della città di Troia, Bergamo, Larus, 2004
- Notre-Dame de Paris: amore e morte nella Parigi del Medioevo, Bergamo, Larus, 2006
- Hidalgo: dalle praterie d'America al deserto arabo: storia di due spiriti liberi, Bergamo, Larus, 2007

### Saggi
- Preghiera e Rito nella Grecia Antica, Milano, Mondadori, 1986

### Traduzioni
- Tucidide, Guerra del Peloponneso, Milano, Garzanti, 1974; Classici della Fenice, Milano, Guanda, 1978; Milano, Feltrinelli, 2024.
- Aristofane, Pace. Uccelli. Pluto, Milano, Guanda, 1977.
- Eschilo, Orestea, Milano, Garzanti, 1978.
- Sofocle, Aiace; Elettra; Trachinie; Filottete, Milano, Garzanti, 1981.
- Eschilo, Prometeo incatenato; I Persiani; I sette contro Tebe; Le supplici, Milano, Garzanti, 1982.
- Lirici greci, Milano, Guanda, 1983; in Lirici greci, a cura di Daniele Ventre, Milano, Crocetti, 2021.
- Sofocle, Edipo re; Edipo a Colono; Antigone, Milano, Garzanti, 1989.
  - Antigone, Milano, Ares, 2024.
- La Letteratura Greca da Omero alla commedia (The Cambridge History of Classical Literature. Vol. I: Greek Literature), Milano, Mondadori, 1989, ISBN 978-88-043-2442-3.
- La Letteratura Greca da Erodoto all'epilogo (The Cambridge History of Classical Literature. Vol. II: Greek Literature), Milano, Mondadori, 1990, ISBN 978-88-043-3917-5.
- Platone, Simposio; Apologia di Socrate; Critone; Fedone, Collana Oscar Classici Greci e Latini, Milano, Mondadori, 1991.
- Platone, Convito, Milano, Garzanti, 2001
- Saffo, Liriche e frammenti, a cura di, Milano, anche con trad. di Salvatore Quasimodo, Milano, SE, 2001; Milano, Feltrinelli, 2008.